# Блек Айд Пийс
Блек Айд Пийс (на английски: The Black Eyed Peas буквално „чернооките грахчета“) е американска хип-хоп група от Лос Анджелис, Калифорния. Музикалният стил на групата е популярен рап и алтернативен хип-хоп. Към 2011 г. имат издадени 6 студийни албума.

## Създаване и ранни албуми
Black Eyed Peas започват кариерата си в Лос Анджелис под името Атбан Клан. В началото групата се състои от Will.i.am и Apl.de.Ap, които са приятели от детството. Никол Шерцингер също е поканена в групата, но тя е член в Eden's Crush и затова не може. Третият член на състава – Taboo, се присъединява по-късно към момчетата. Скоро „Интерскоп рекърдс“ забелязват таланта им, чиято музика е смесица между хип-хоп, R&B, джаз и соул. Те подписват договор през 1997 г.
Година по-късно излиза дебютният им албум – Behind the Front. Той впечатлява голяма аудитория и групата печели много уважение заради професионалните си изяви на живо и вокалите на Ким Хил. Вторият им албум – Bridging the Gap, излиза на пазара през 2000 г. В него участват и звезди като Jurassic 5's Chaina, De La Soul и Macy Gray.
Третият албум на групата – „Elephunk“ (2003) им носи световен успех, в него участва и новият член на състава Фърги, която замества Ким Хил.

## Дискография

### Студийни албуми
- Behind the Front (1998)
- Bridging the Gap (2000)
- Elephunk (2003)
- Monkey Business (2005)
- The E.N.D. (2009)
- The Beginning (2010)

### EP албуми
- Renegotiations: The Remixes (2006)

### Сингли
- Fallin' Up/¿Que Dices? (1998)
- Joints & Jam (1998)
- Karma (1999)
- BEP Empire/Get Original (2000)
- Weekends (2000)
- Request + Line (2001)
- Where Is the Love? (2003)
- Shut Up (2003)
- Hey Mama (2004)
- Let's Get It Started (2004)
- Don't Phunk with My Heart (2005)
- Don't Lie (2005)
- My Humps (2005)
- Pump It (2006)
- Boom Boom Pow (2009)
- I Gotta Feeling (2009)
- Meet Me Halfway (2009)
- Imma Be (2009)
- Rock That Body (2010)
- Missing You (2010)
- The Time (Dirty Bit) (2010)
- Just Can't Get Enough (2011)
- Don't Stop the Party (2011)
- #Wheresthelove (2016)
- Street Livin' (2018)
- Ring the Alarm, Pt.1, Pt.2, Pt.3 (2018)

### Промоционални сингли
- Bebot (2006)
- Alive (2009)
- Do It Like This (2010)
- Light Up the Night (2010)
- Yesterday (2015)

### Видео албуми
- Behind the Bridge to Elephunk (2004)
- Live from Sydney to Vegas (2006)

## Турнета и концерти

### Турнета
- Monkey Business Tour (2005 – 2006)
- Black Blue & You Tour (2007)
- The E.N.D. World Tour (2009 – 2010)

### Концерти
- Elephunk Tour (2004)
- The Beginning Concerts (2011)